# Fórmula atómica
En lógica formal, una fórmula atómica es una fórmula bien formada que no tiene una estructura formal más profunda. Esto es, una fórmula que no contiene conectivas lógicas, o equivalentemente, una fórmula que no tiene subfórmulas estrictas. De esta manera, las fórmulas atómicas son las fórmulas bien formadas más simples del lenguaje de la lógica. Las fórmulas compuestas (o moleculares) son formadas combinando las fórmulas atómicas usando las constantes lógicas.
La forma de las fórmulas atómicas depende del sistema lógico con el cual se esté trabajando. En la lógica proposicional, por ejemplo, las fórmulas atómicas son las variables proposicionales. En lógica de predicados, son los predicados junto con sus argumentos.

## En lógica de primer orden
Para definir una fórmula atómica en la lógica de primer orden, primero es necesario definir la noción de término. La misma se define recursivamente a través de las siguientes cuatro cláusulas:
1. Todos los nombres (o constantes de individuo) son términos. Por ejemplo, el numeral «2» y el nombre «Abel» son términos.
2. Todas las variables (o variables de individuo) son términos. Por ejemplo, la variable «x» es un término.
3. Una función cuyos argumentos sean términos es un término. Por ejemplo, «el sucesor de 2» y «el padre de Abel» son términos.
4. Nada más es un término.

Más formalmente, esto se puede expresar de la siguiente manera:
{\displaystyle t\equiv a\ |\ x\ |\ f^{n}(t_{1},...,t_{n})}
A partir de la noción de término se puede definir recursivamente la noción de fórmula bien formada del siguiente modo:
1. Si P es un predicado n-ario y t1,...,tn son términos, entonces P(t1,...,tn) es una fórmula bien formada.
2. Si A es una fórmula bien formada, entonces ¬A también lo es.
3. Si A y B son fórmulas bien formadas, entonces (A ∧ B), (A ∨ B), (A → B), (A ↔ B) también lo son.
4. Si A es una fórmula bien formada y x una variable, entonces ∀x A y ∃x A también lo son.
5. Nada más es una fórmula bien formada.

Más formalmente:
{\displaystyle A,B,...\equiv P^{n}(t_{1},...,t_{n})\ |\ \neg A\ |\ A\land B\ |\ A\lor B\ |\ A\to B\ |\ A\leftrightarrow B\ |\ \forall xA\ |\ \exists xA}
Dada la definición de fórmula bien formada, una fórmula atómica, o átomo, es simplemente una fórmula bien formada sin constantes lógicas, o equivalentemente, una fórmula bien formada generada solamente mediante la primera cláusula de la definición recursiva.
Por ejemplo, considérese la fórmula compleja:
∀x [R(a,x) ∨ ¬P(f(a))] ∧ ∃y P(y)
Esta fórmula contiene las siguientes fórmulas atómicas:
R(a,x)
P(f(a))
P(y)